# 유테이르 익스프레스
유테이르 익스프레스(영어: UTair Express, 러시아어: ЮТэйр-Экспресс)는 러시아의 지역 항공사로 식팁카르 공항을 허브 공항으로 한다. 2006년에 설립되었고 주로 러시아 지역을 중심으로 국내선 노선이 운항하고 있으며 이 외에도 리투아니아에 국제선 노선을 운항하고 있다.

## 보유 기종
- 2012년 5월 기준으로 유테이르 익스프레스는 다음과 같은 기종을 보유하고 있다.[2]